# Mathematica Scandinavica
Mathematica Scandinavica is een internationaal, aan collegiale toetsing onderworpen wetenschappelijk tijdschrift op het gebied van de wiskunde.
De naam wordt in literatuurverwijzingen meestal afgekort tot Math. Scand.
Het tijdschrift is opgericht in 1953 en verschijnt 4 keer per jaar.
Het wordt uitgegeven in Denemarken.